# Osmar Olvera
Osmar Olvera Ibarra (Città del Messico, 5 giugno 2004) è un tuffatore messicano.

## Biografia
Si è messo in mostra a livello giovanile ai mondiali junior di Kiev 2018.
Ha partecipato ai mondiali di Gwangju 2019, dove ha ottenuto il sesto posto nel sincro 3 metri misto, gareggiando con Dolores Hernández.
All'età di diciassette anni ha rappresentato il Messico ai Giochi olimpici estivi di Tokyo 2020, membro più giovane della delegazione dei tuffatori messicani, dove è stato eliminato con il quattordicesimo posto in semifinale nel concorso del trapolino 3 metri.
Ai mondiali di Fukuoka 2023 ha vinto l'argento nel trampolino 1 m, dietro al cinese Peng Jianfeng, e nel trampolino 3 m, alle spalle del cinese Wang Zongyuan.
Ai Giochi panamericani di Santiago del Cile 2023 si aggiudica tre medaglie d'oro, mentre ai mondiali di Doha 2024 è salito sul gradino più alto del podio nel trampolino 1 m. Nello stesso anno, vince la medaglia d'argento nel sincro 3 metri alle Olimpiadi di Parigi assieme a Juan Manuel Celaya e la medaglia di bronzo nell'individuale, divenendo il primo messicano dopo 24 anni a ottenere un podio nella specialità. L'anno successivo sale sul gradino più alto del podio nel trampolino 3 metri ai mondiali di Singapore.

## Palmarès
- Giochi olimpici

Parigi 2024: argento nel sincro 3m, bronzo nel trampolino 3m.
- Mondiali

Fukuoka 2023: argento nel trampolino 1m e nel trampolino 3m.
Doha 2024: oro nel trampolino 1m, bronzo nel trampolino 3m.
Singapore 2025: oro nel trampolino 3m, argento nel trampolino 1m, nel sincro 3m e nella squadra mista.
- Giochi panamericani

Santiago del Cile 2023: oro nel trampolino 1m, nel trampolino 3m e nel sincro 3m.